# Soulville
Soulville est un album de jazz américain enregistré en 1957 par le Ben Webster Quintet composé du saxophoniste Ben Webster, du pianiste Oscar Peterson, du guitariste Herb Ellis, du contrebassiste Ray Brown et du batteur Stan Levey,.

## Historique

### Contexte
Pendant la période allant de 1953 à 1959, Ben Webster, ancien élève de Duke Ellington, présente son jeu remarquable avec des combos et des sections de cordes, alternant morceaux rythmés et ballades. 
Cet enregistrement de 1957 est réalisé avec le trio d'Oscar Peterson.
En 1959, les deux musiciens enregistreront ensemble l'album Ben Webster Meets Oscar Peterson,,.

### Enregistrement et production

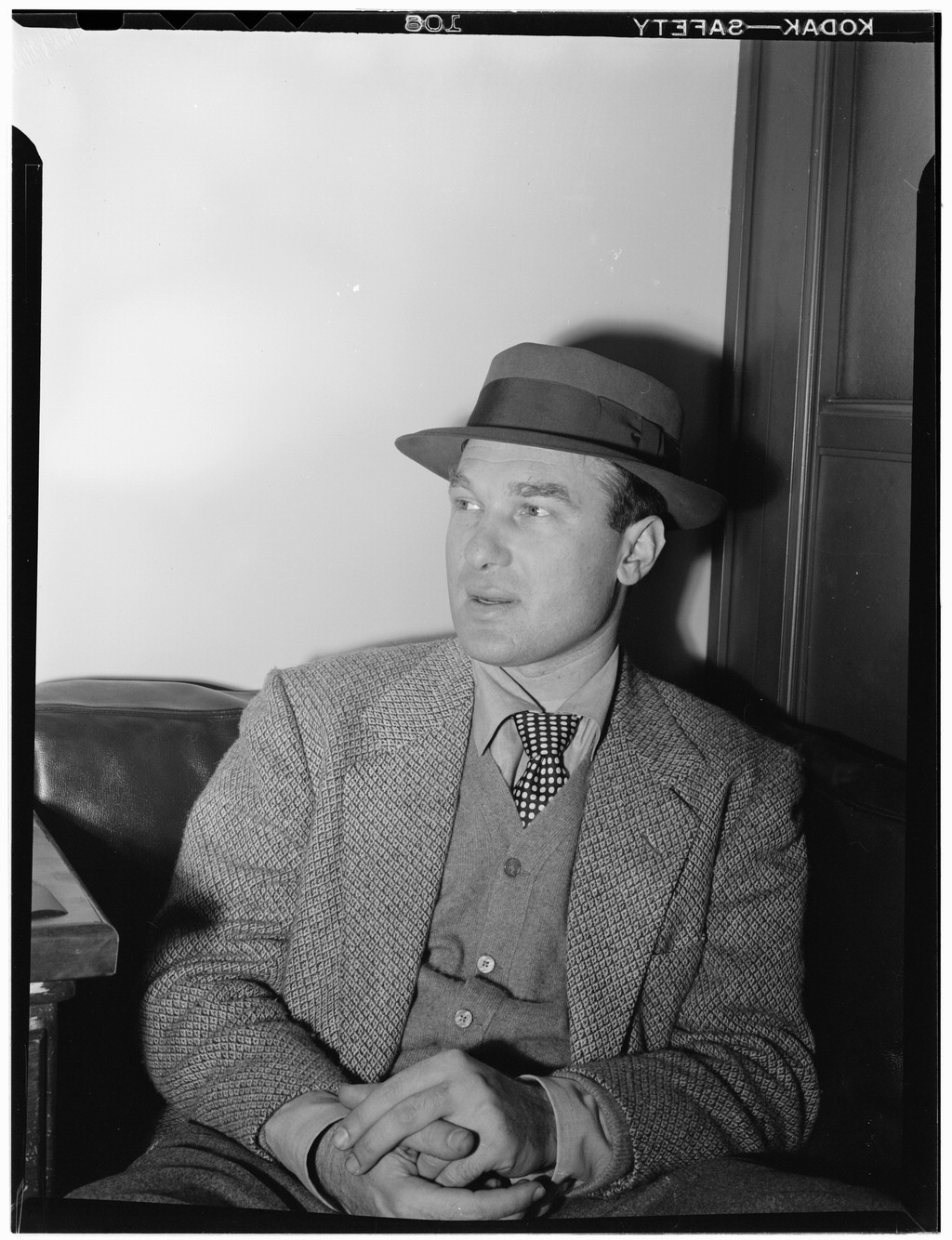
Norman Granz, en 1947.

L'album est enregistré le 15 octobre 1957 aux Capitol Studios à Hollywood en Californie.
L'album est produit par Norman Granz,, un important producteur de jazz qui a fondé plusieurs labels de jazz (Clef Records en 1946, Norgran Records en 1953, Down Home Records) et qui les a fusionnés en 1956 pour créer Verve Records, qu'il a ensuite revendu à MGM en 1960.

### Publication
L'album sort en format disque vinyle long playing (LP) en 1957 aux USA sur le label Verve Records sous la référence Verve MG V-8274 et en 1958 au Royaume-Uni sur le label Columbia sous la référence 33CX 10122.
La notice originale du LP (original liner notes) est de la main de Nat Hentoff, historien, romancier, critique de jazz et de musique country, chroniqueur, disc jockey radio et producteur de disques, et la photographie qui illustre la jaquette est de Phil Stern.

### Rééditions
L'album Soulville est réédité à de nombreuses reprises en LP de 1961 à 20193 par les labels Verve, La Voz De Su Amo, 52nd Street Records, Doxy Records, Analogue Productions, Speakers Corner et Dol,. 
À partir de 1989, il est publié en CD à de nombreuses reprises sur les labels Verve, Ediciones Folio, Doxy Records, Hallmark Music, Analogue Productions, Universal, PSP et PolyGram,.

## Accueil critique
Le site AllMusic attribue 5 étoiles à Soulville. Le critique Stephen Cook d'AllMusic estime que cet enregistrement de 1957 avec le trio d'Oscar Peterson est l'un des points culminants de la période dorée de ben Webster durant les années 50. Il souligne que le pianiste Oscar Peterson renonce à ses effets habituels au profit de quelques solos paisibles et que ses accompagnateurs — le guitariste Herb Ellis, le bassiste Ray Brown et le batteur Stan Levey — sont tout aussi assurés et splendides.
Pour The New Yorker en 1959, « Trois des sept morceaux - une version chantante de "Lover Come Back to Me", un "Makin' Whoopee" lent et rythmé, et un blues contemplatif - sont indispensables ».
La revue Metronome écrit en 1961 : « Il me semble que rater le Ben Webster de "Sweets" et de Soulville", c'est rater une des expériences les plus enrichissantes et éclairantes du jazz enregistré récemment ».
En 1980, Le Nouvel Observateur déplore que « Ça n'est guère qu'avec une vingtaine d'armées de retard que Soulville arrive dans les bacs de nos disquaires. Pourtant les critiques du monde entier n'avaient pas manqué de chanter très fort les louanges de ce disque ».
John Ballon, du site All About Jazz, pense que ceux qui sont à la recherche d'une musique qui les touche profondément ne doivent par chercher plus loin que cet album.
Pour Frank R. Hayde, auteur en 2016 du livre Stan Levey: Jazz Heavyweight, « Soulville représente l'album de jazz par excellence : un classique intemporel ». Il le considère comme « l'un des disques les plus emblématiques et les plus durables de la discographie » de Stan Levey, le batteur auquel il consacre son ouvrage.

## Liste des morceaux
Après avoir commencé l'album avec deux compositions originales aux accents blues, Ben Webster interprète cinq ballades mélancoliques.
| 1.    | Soulville             | Ben Webster                                    | 8:04 |
| 2.    | Late Date             | Ben Webster                                    | 7:15 |
| 3.    | Time On My Hands      | Harold Adamson / Mack Gordon / Vincent Youmans | 4:20 |
| 4.    | Lover Come Back To Me | Oscar Hammerstein II / Sigmund Romberg         | 8:29 |
| 5.    | Where Are You         | Harold Adamson / Jimmy McHugh                  | 4:44 |
| 6.    | Makin' Whoopee        | Walter Donaldson / Gus Kahn                    | 4:32 |
| 7.    | Ill Wind              | Harold Arlen / Ted Koehler                     | 3:38 |
| 48:45 |                       |                                                |      |

Le LP original comprenait 7 morceaux, mais des rééditions en CD en comportent trois de plus. Pour Frank R. Hayde, ces morceaux supplémentaires avec Webster au piano sont peut-être intéressants pour les historiens mais ils ne correspondent pas à l'ambiance chaleureuse du LP original.

## Musiciens
- Ben Webster : saxophone ténor
- Oscar Peterson : piano
- Herb Ellis : guitare
- Ray Brown : contrebasse
- Stan Levey : batterie